# Einer von uns (2015)
Einer von uns ist ein österreichisches Filmdrama von Stephan Richter, das am 18. September 2015 beim San Sebastián Film Festival seine Premiere feierte und am 20. November 2015 in die österreichischen Kinos kam. Der Film wurde mit der Unterstützung des Österreichischen Filminstituts (ÖFI) und des Filmfonds Wien (FFW) hergestellt und zudem durch das ORF Film-/Fernsehabkommen, Filmstandort Österreich (FISA) und Kultur Niederösterreich gefördert. Nachdem der Film im Rahmen des 37. Filmfestivals Max Ophüls Preis mit dem Max Ophüls Preis 2016 ausgezeichnet wurde, war er auch im Rahmen der Berlinale 2016 zu sehen. Am 24. November 2016 kam der Film in die deutschen Kinos.

## Handlung
In einem industriell geprägten Vorort in Österreich ist der Einkaufsladen merX der einzige soziale Treffpunkt für die Bewohner des Ortes und trotz langweiliger Lautsprecherdurchsagen, nervtötender Kundenumfragen und brummender Putzmaschinen auch die einzige Möglichkeit für die jungen Leute, zusammenzukommen. Doch der Supermarktchef und einige übereifrige Polizisten vermiesen den Teenagern nur zu gerne das Rumhängen. Der aufgeweckte 14-jährige Julian lernt hier den zwei Jahre älteren Außenseiter Marko kennen, mit dem er sich auf Anhieb gut versteht, weil sie der Hass gegen das Vorstadtleben eint. Die beiden Jugendlichen geraten in Konflikt mit dem angepassten Stillstand, der die Welt der Erwachsenen prägt; sie wollen sich nicht weiter von der Supermarktverwaltung einschüchtern lassen, überschreiten in einer Sommernacht eine Grenze und planen in den Supermarkt einzubrechen – dabei wird einer der Buben getötet.

## Hintergrund
Das Spielfilmdebüt von Stephan Richter wurde von tatsächlichen Vorfällen inspiriert, bei denen am 5. August 2009 ein 14-Jähriger bei einem nächtlichen Einbruch in einen Merkur-Markt in Krems an der Donau von einem Polizisten erschossen wurde. In Folge dieses Vorfalls wurde ein Beamter zu acht Monaten Haft wegen fahrlässiger Tötung unter besonders gefährlichen Verhältnissen verurteilt und die Rechtmäßigkeit des Schusswaffengebrauchs in Österreich heftig diskutiert. Der Kommentar des Kolumnisten Michael Jeannée in der Kronen Zeitung, „Wer alt genug zum Einbrechen ist, ist auch alt genug zum Sterben“, wurde 2009 beim Österreichischen Wort des Jahres in veränderter Form zum Unspruch des Jahres gewählt.

## Rezeption

### Altersfreigabe
In Deutschland ist der Film FSK 12. In der Freigabebegründung heißt es: „Die Geschichte um Leere, Konsum und ohnmächtige Rebellion ist ruhig und atmosphärisch erzählt. Die Inszenierung konzentriert sich auf die Protagonisten und den Schauplatz des Supermarkts. Die düstere Grundstimmung und einzelne Gewaltdarstellungen können Kinder unter 12 Jahren emotional überfordern, doch bereits 12-Jährige sind in der Lage, sie in den Kontext einzuordnen und zu verarbeiten.“

### Kritiken
Auch wenn Einer von uns kein klassischer Jugendfilm ist, erzählt er von Jugendlichen und wird aus ihrer Perspektive erzählt. Der Zuschauer kann beobachten, wie diese ihre schicksalhaften Entscheidungen treffen. Richter inszenierte den Film ohne erhobenen Zeigefinger. Die Viennale spricht bei Einer von uns von einem besonderen Film und von einer unaufgeregten, präzisen und dichten Erzählung, die im österreichischen Kino eine kleine Sensation ist. Die Mitarbeiter der Kino macht Schule (vom Filmverleih Filmladen) beschreiben Richters Arbeit als glaubhaft und inspiriert und bieten Begleitmaterialien zum Film.

### Einsatz im Schulunterricht
Im November 2016 wurde Einer von uns von kinofenster.de als „Film des Monats“ präsentiert. Zudem bietet das Onlineportal Materialien zum Film für den Unterricht. Dort schreibt Angela Sirch, jeder suche im Film nach einem Weg aus der Tristesse: „Die einen betäuben sich mit Alkohol, die anderen versinken in großem Schweigen und die Jugendlichen wollen eigentlich nur schreien. Doch gerade die Stille des Films lässt diese unterdrückten Schreie umso spürbarer werden. Der Kreislauf aus Konsum und Langeweile dreht sich ewig weiter und scheint nur durch ein tragisches Ereignis zum Stillstand zu kommen.“ Richter gelinge es dabei, die Protagonisten nicht zu bewerten, und er verzichte auf Schuldzuweisungen, denn jede Figur sei ein Produkt ihrer beklemmenden Umgebung, so Sirch weiter.
Auf der vom österreichischen Filmverleih Filmladen initiierten Website „Kino macht Schule“, die sich an Lehrerinnen und Lehrer richtet, die mit dem Medium Film im Unterricht vertiefend arbeiten wollen, werden Materialien und Bilder für Schulzwecke als Download angeboten.

### Auszeichnungen
- Im Rahmen des 37. Filmfestivals Max Ophüls Preis 2016 wurde Einer von uns  im offiziellen Wettbewerb gezeigt[17] und mit dem Max Ophüls Preis 2016 ausgezeichnet.[18]
- Beim 63. Film Festival von San Sebastián wurde der Film für den Kutxa Award in der Sektion New Directors nominiert.[19]
- Beim Zurich Film Festival 2015 wurde der Film als Bester Film mit dem Fokus Schweiz-Deutschland-Österreich für das Golden Eye nominiert.[20]
- Im Rahmen der Verleihung des Österreichischen Filmpreises 2016 wurde Christopher Schärf am 20. Januar in der Kategorie Beste männliche Nebenrolle ausgezeichnet.[21] Markus Schleinzer wurde ebenfalls in dieser Kategorie nominiert. Zudem war Einer von uns als Bester Spielfilm, Enzo Brandner für die Beste Kamera und Andreas Wodraschke und Julia Drack für den Besten Schnitt nominiert.[22]
- Diagonale-Preis 2016 in der Kategorie Innovative Produktionsleistung an Golden Girls Filmproduktion